# اسلاستوخا
اسلاستوخا (انگلیسی: Slastukha) یک شهرک در استان ساراتوف کشور روسیه است.